# Szczytniki Małe
Szczytniki Małe – wieś w Polsce położona w województwie dolnośląskim, w powiecie legnickim, w gminie Kunice.
Do 2023 r. miejscowość była częścią wsi Spalona.
W latach 1975–1998 miejscowość administracyjnie należała do województwa legnickiego.